# St. Marien (Volkmarsen)
| St. Marien, Volkmarsen                                                 |                    |
|                                                                        |                    |
| St. Marien, Ansicht von Osten mit Chor, Kirchenschiff, und Glockenturm |                    |
| Ort                                                                    | Volkmarsen         |
| Konfession                                                             | römisch-katholisch |
| Diözese                                                                | Fulda              |
| Patrozinium                                                            | Marienkirche       |
| Baujahr                                                                | 1317               |
| Bautyp                                                                 | Hallenkirche       |
| Funktion                                                               | Filialkirche       |

Die römisch-katholische Kirche St. Marien ist eine frühgotische Hallenkirche in Volkmarsen im nordhessischen Landkreis Waldeck-Frankenberg. Sie gehört zur Kirchengemeinde St. Heimerad im Dekanat Kassel-Hofgeismar des Bistums Fulda.

## Geschichte
Die einheitliche frühgotische Hallenkirche mit rechteckig schließendem, einschiffigem Chor wurde im dritten Viertel des 13. Jahrhunderts begonnen und war bei der Übertragung des Patroziniums an das Augustinerinnenkloster Aroldessen im Jahr 1317 nahezu vollendet. Im 16. Jahrhundert wurde vermutlich die gewölbte Sakristei an der Nordseite des Chores angebaut. Im Jahr 1504 wurde das Beinhaus (Karner) mit darüber liegender Marienkapelle an der Nordseite des Westturms erbaut. Das Turmobergeschoss entstand im Jahr 1564. Nach Brand im Jahr 1662 wurde die Kirche im Jahr 1669 renoviert. Eine Restaurierung wurde in den Jahren 1857–1859 nach Plänen von Georg Gottlob Ungewitter durchgeführt. In den Jahren 1903–1907 wurden die Maßwerkfenster erneuert. Eine erneute Restaurierung wurde 1995 durchgeführt.

## Architektur

### Äußeres

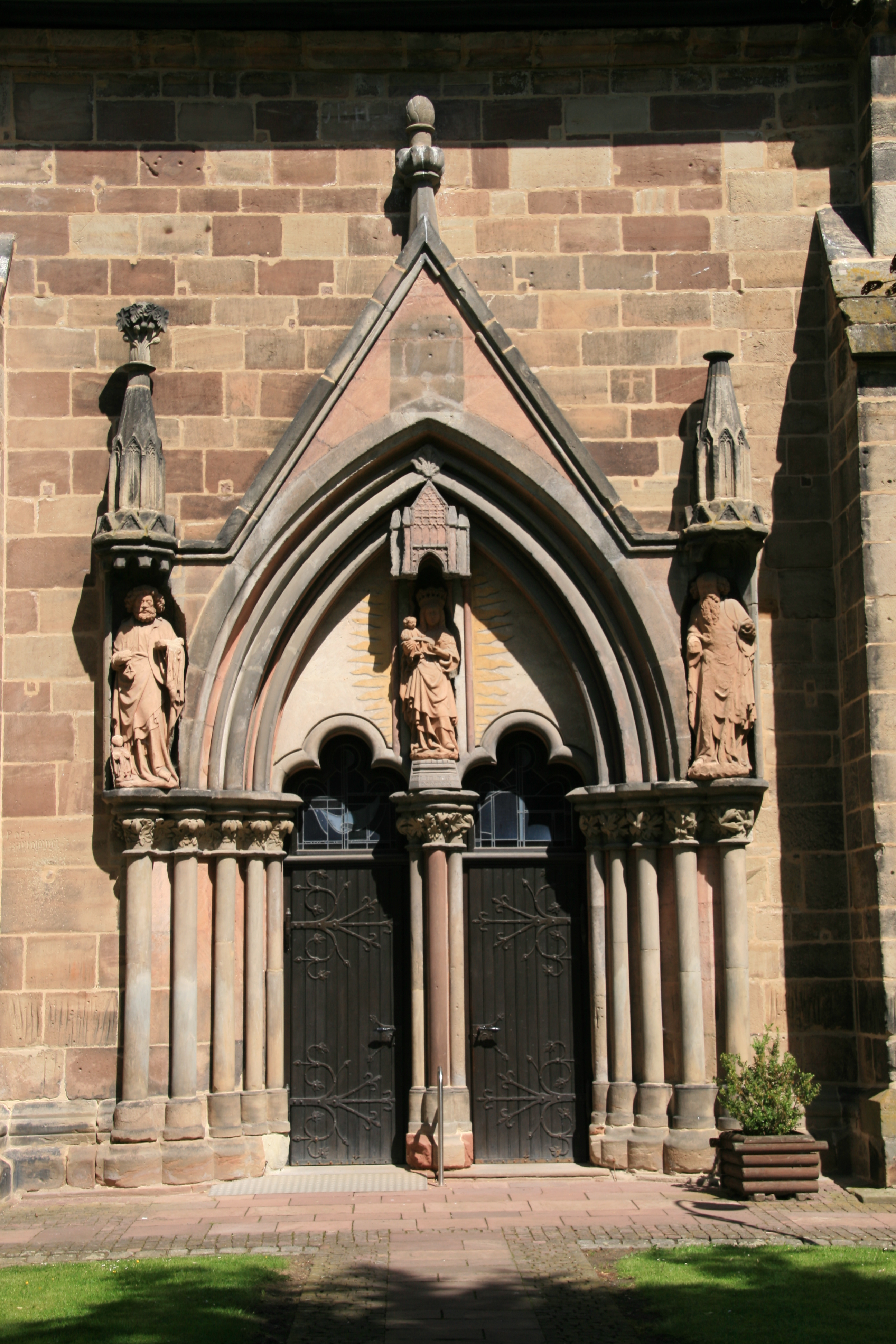
Südportal der Kirche St. Marien

Im Detail ist eine fortschreitende Entwicklung der gotischen Formen von Ost nach West zu erkennen. In der Mauertechnik ist ein Wechsel von der Verwendung vom Wolf zur Steinzange am Mauerwerk der Südwand östlich des Portals sichtbar. Eine Ritzzeichnung eines Baukrans mit Steinzange lässt darauf schließen, dass diese Technik zur Bauzeit noch nicht allgemein üblich war. Die Pfeiler und deren Ornamente verweisen auf westfälische Bauwerke wie die Nikolaikapelle in Obermarsberg und die Altstädter Marienkirche in Warburg, sind aber auch mit der Elisabethkirche in Marburg verwandt. 
Beachtenswert sind die Portale des Langhauses. Das südliche Portal wurde um 1280 reich gestaltet mit Gewändesäulen, Mittelpfosten und Kleeblattbögen über den beiden Zugängen, Wimperg und seitlichen Fialen. Als unmittelbares Vorbild gelten die Portale des Paderborner Doms, ähnliche spätere Beispiele sind an der Altstädter Kirche in Warburg und in vereinfachter Form am Südportal der Stadtkirche Wolfhagen zu finden. Im Jahr 1404 wurden Figuren eingefügt, die heute in der Marienkapelle stehen und am Portal durch Kopien ersetzt sind. Sie zeigen im Tympanon die Muttergottes, unter den seitlichen Fialen Petrus und Paulus, ähnlich wie an der Kilianskirche Korbach.
Das Westportal ist mit einem nur wenig zugespitzten Bogen ungeachtet der fortschrittlichen Einzelformen stilistisch konservativer ausgebildet. Im Tympanon aus der Zeit um 1300 ist eine Deesis dargestellt, die vermutlich auf das Vorbild am Lettner im Mainzer Dom zurückgeht. Der Turm hat ein eingezogenes Obergeschoss mit niedrigem Spitzhelm, dessen steinerne Brüstung mit Blendmaßwerk und Kurkölner Wappensteinen ausgestattet ist. Diese wurden ebenfalls durch Kopien ersetzt und werden heute im Turmuntergeschoss und an der Kirchhofsmauer aufbewahrt.
An der früheren Marienkapelle ist eine Nische für eine Totenleuchte mit feinem Renaissancegitter zu finden. Am gesamten Außenbau sind verschiedene Grabinschriftsteine mit gotischen Minuskelinschriften eingemauert.

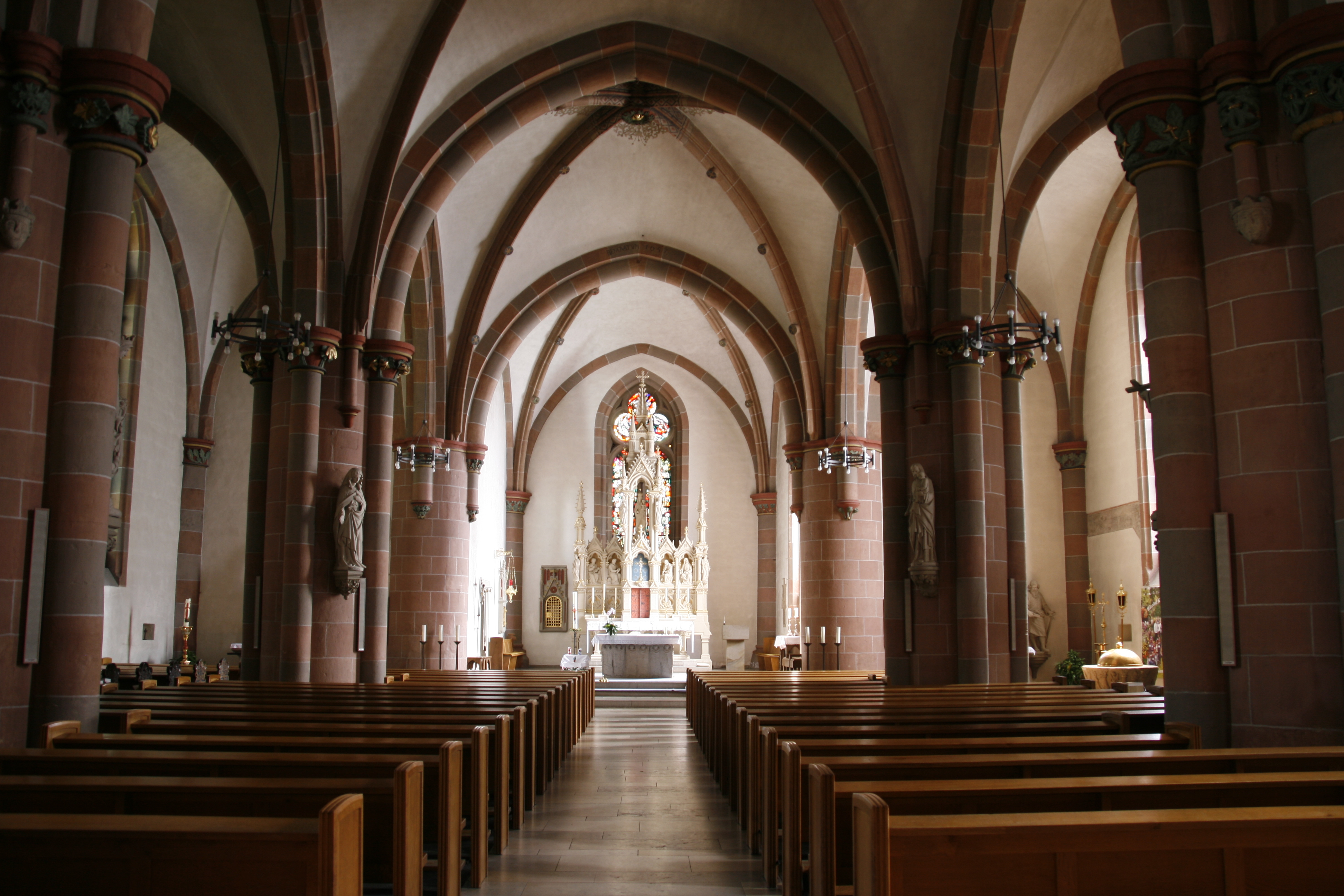
Innenansicht (2014)

### Inneres
Das Innere ist als Hallenkirche mit 3 × 3 Jochen (Westfälisches Quadrat) gestaltet, deren Seitenschiffe halb so breit wie das Mittelschiff sind. Kräftige Rundpfeiler mit vier alten und vier hoch ansetzenden jungen Diensten und reichen Laubwerkkapitellen tragen die Gewölbe. In den Seitenschiffen sind diese als Kreuzgratgewölbe mit rundprofilierten Gurtbögen, im Mittelschiff mit Birnstabbögen gebildet. Die verzierten Schlusssteine zeigen im mittleren Langhausjoch das Wappen des Kölner Erzbischofs Adolf III. von Holstein und Schaumburg (1546–1556). 
Die Marienkapelle wird durch ein Gewölbe mit einer Mittelsäule, die zweijochige Sakristei mit einem Rippengewölbe abgeschlossen.
Im südlichen Seitenschiff sind gotische Wandmalereien mit einer Gerichtsszene zu finden. In der Ostwand ist eine szenische Glasmalerei von Ludwig Bauer aus dem Jahr 1965 eingesetzt. Die übrigen Kirchenfenster wurden anlässlich der Renovierung von 1995 von Janet Brooks Gerloff unter dem Thema „Maria - unsere Mutter und Helferin“ neu gestaltet.

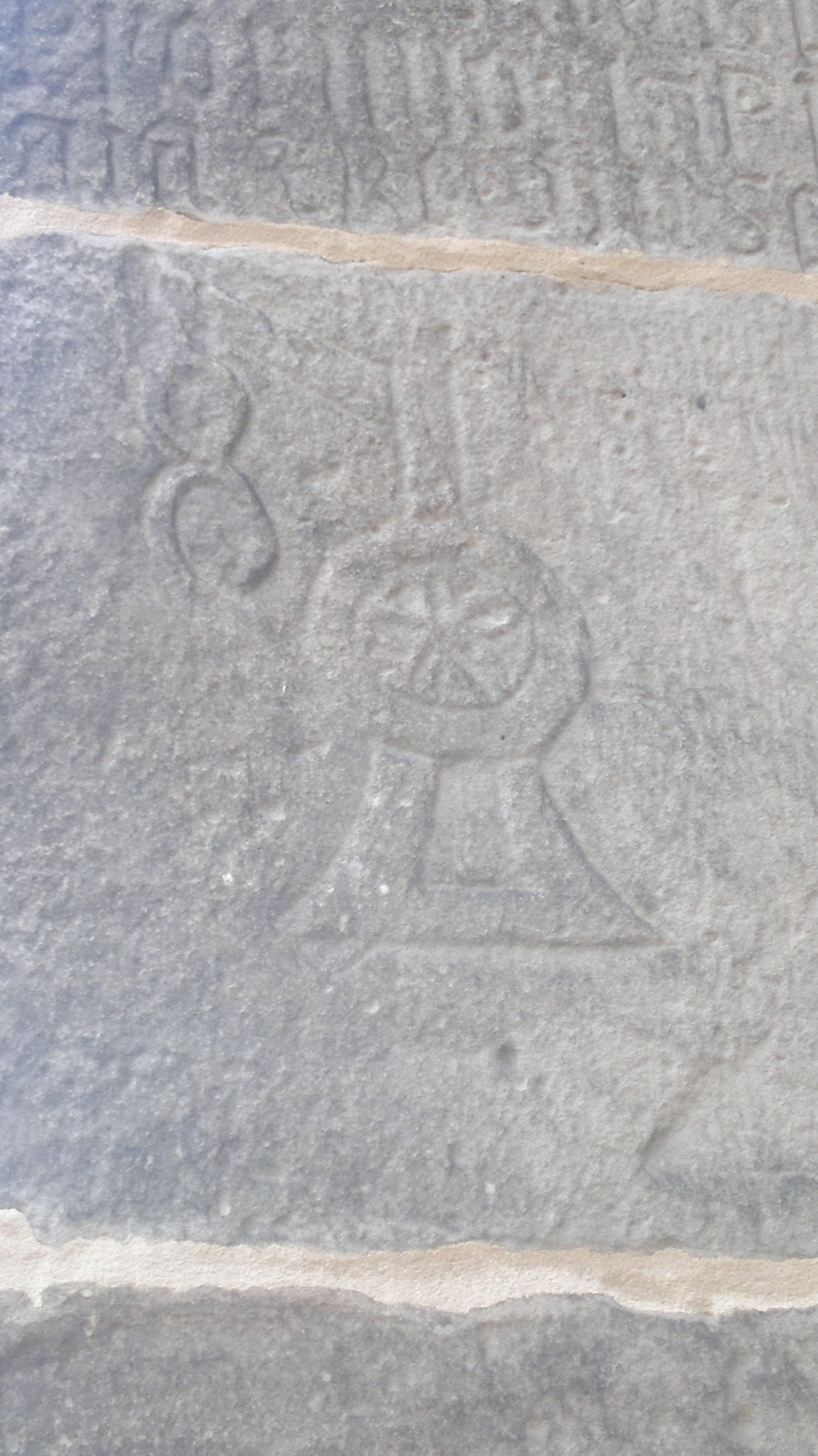
Ritzzeichnung eines Baukrans mit Steinzange am Südportal

## Ausstattung
Der steinerne, neugotische Hochaltaraufsatz wurde 1867 nach Entwurf des Kölner Architekten Peter Zindel geschaffen und 1965 aus der Kirche entfernt. Nach einer Restaurierung wurde er 1995 wieder aufgestellt. Drei Wandtabernakel stammen vom Ende des 13. bis Anfang des 15. Jahrhunderts. Der von drei Löwen getragene Taufstein mit Apostelreliefs zeigt auffallend romanisch beeinflusste Formen und wurde um 1570 von Andreas Herber geschaffen.
Das überlebensgroße Kruzifix aus der Zeit um 1500 ähnelt dem Schnitzaltar von Bergheim. Ein Gemälde aus der ersten Hälfte des 18. Jahrhunderts stellt den heiligen Vitus dar. Teilweise sind noch alte, geschnitzte Gestühlswangen aus drei Perioden des 17. Jahrhunderts zu finden. Im Turmuntergeschoss ist eine Muttergottesfigur aus dem 14, Jahrhundert erhalten.
In der Marienkapelle sind die Figuren Maria, Petrus und Paulus vom Südportal aufgestellt. Ein Alabasterrelief vom früheren barocken Hochaltar zeigt die Anbetung der Hirten und wurde 1671 von Heinrich Papen geschaffen.

### Orgel
Die elektropneumatische Orgel ist ein Werk von Friedrich Euler, Hofgeismar aus dem Jahr 1955 mit 30 Registern auf drei Manualen und Pedal.
| I Hauptwerk C–g3 |        |
| Gedacktpommer    | 16′    |
| Prinzipal        | 08′    |
| Spitzflöte       | 08′    |
| Oktave           | 04′    |
| Rohrflöte        | 04′    |
| Nasat            | 02 ⁄3′ |
| Oktave           | 02′    |
| Mixtur IV–VI     |        |
| Trompete         | 08′    |

| II. Manual C–g3  |        |
| Gedackt          | 08′    |
| Weidenpfeife     | 08′    |
| Prinzipal        | 04′    |
| Waldflöte        | 04′    |
| Sifflöte         | 02′    |
| Quinte           | 01 ⁄3′ |
| Sesquialtera III |        |
| Scharff IV       |        |
| Dulzian          | 16′    |

| III. Manual C–g3 |     |
| Rohrflöte        | 08′ |
| Gemshorn         | 04′ |
| Prinzipal        | 02′ |
| Terzian II       |     |
| Zimbel III       |     |
| Krummhornregal   | 08′ |

| Pedalwerk C–    |     |
| Subbass         | 16′ |
| Prinzipal       | 08′ |
| Flötenbass      | 08′ |
| Choralbass      | 04′ |
| Rauschpfeife IV |     |
| Posaune         | 16′ |

### Glocken
Im Kirchturm hängt ein Glockengeläut mit vier Kirchenglocken, die 1949 von der Glockengießerei Petit & Gebr. Edelbrock in Gescher gegossen wurden. Die Vorgängerglocken waren während des Zweiten Weltkriegs eingezogen und für die Kriegsproduktion eingeschmolzen worden.
| Glocke | Namen             | Gewicht | Durchmesser | Schlagton |
| ------ | ----------------- | ------- | ----------- | --------- |
| 1      | Dreifaltigkeit    | 2145 kg | 1500 mm     |           |
| 2      | Maria             | 1415 kg | 1320 mm     |           |
| 3      | Josef             | 0815 kg | 1100 mm     |           |
| 4      | Petrus und Paulus | 0566 kg | 0980 mm     |           |